# Julia Lange
Julia Lange (* 1983 in Ulm) ist eine deutsche Autorin der Phantastik.

## Leben und Werk
Julia Lange studierte Nachrichtentechnik und lebt in Ulm, wo sie neben ihrer Tätigkeit als Autorin in einem Rechenzentrum arbeitet. Ihr Roman Irrlichtfeuer wurde 2017 in der Kategorie Bestes Debüt mit dem Phantastik-Literaturpreis Seraph ausgezeichnet. 2019 stand Blutgesang dort auf der Longlist für Bester Roman.

## Veröffentlichungen
- Irrlichtfeuer. Droemer Knaur, München 2016, ISBN 978-3-426-51943-1.
- Irrlichtkinder. Droemer Knaur, München 2017, ISBN 978-3-426-45300-1.
- Blutgesang. Droemer Knaur, München, 2019, ISBN 978-3-426-52196-0.